# Scaligeria capillifolia
Scaligeria capillifolia är en flockblommig växtart som beskrevs av George Edward Post. Scaligeria capillifolia ingår i släktet Scaligeria och familjen flockblommiga växter. Inga underarter finns listade i Catalogue of Life.